# Gabriel Agbonlahor
Gabriel Imuetinyan Agbonlahor (* 13. Oktober 1986 in Birmingham) ist ein ehemaliger englischer Fußballspieler. Der für seine Antrittsschnelligkeit bekannte und vielseitig einsetzbare Stürmer durchlief die Jugendabteilungen von Aston Villa und war von 2005 bis 2018 fester Bestandteil der dortigen Premier-League-Mannschaft.

## Sportliche Laufbahn
Bereits in jungen Jahren zeigte Gabriel Agbonlahor großes sportliches Talent. Er schoss für seinen kleinen Jugendklub Great Barr Falcons in der U-9-Mannschaft Tore am Fließband und galt im Teenageralter aufgrund seiner Schnelligkeit auch als möglicher Leichtathlet für die 100- und 200-Meter-Strecke. Mit der Aufnahme in die Nachwuchsabteilung von Aston Villa entschied er sich schließlich für den Fußball und machte zu Beginn des 21. Jahrhunderts mit 35 Toren als U-17-Spieler in der Saison 2003/04 und 18 Treffern in der U-18 in der anschließenden Spielzeit 2004/05 auf sich aufmerksam. Auch der Sprung in die Reservemannschaft der „Villans“ gelang ihm relativ problemlos, was seine 13 Tore in 13 „Reserves“-Partien der Saison 2005/06 unter Beweis stellten.
In der Premier-League-Mannschaft kam Agbonlahor trotz der Unterzeichnung eines Zweijahresvertrags im Juni 2005 noch nicht zum Einsatz und erste Erfahrungen im Profibereich sammelte er in der zweiten Jahreshälfte 2005 zunächst bei zweitklassigen Leihvereinen. Dabei zog es ihn Ende September zunächst für einen Monat in den Süden Englands zum FC Watford und ab Ende Oktober bis kurz vor Jahresultimo zu Sheffield Wednesday. Zählbare Erfolge blieben in den zehn torlosen Partien als Ergänzungsspieler jedoch aus. Bei dem Stammklub Aston Villa kam er immerhin ab März 2006 noch in neun Ligapartien zum Zuge, stand aber nur in drei Begegnungen in der Startelf und traf lediglich einmal ins gegnerische Tor – bei seinem Erstligadebüt am 18. März 2006 gegen den FC Everton (1:4).
Agbonlahors sportlicher Durchbruch kündigte sich in den Vorbereitungsspielen zur Saison 2006/07 an. Hier hinterließ er mit seiner Torgefährlichkeit und Schnelligkeit einen guten Eindruck und der neue Trainer Martin O’Neill setzte ihn vornehmlich als rechten Außenstürmer ein. Mit neun Toren in 38 Ligapartien war er treffsicherster Spieler seiner Mannschaft und in nur einer Partie stand der 20-Jährige nicht in der Anfangsformation. Die Aufwärtsentwicklung setzte sich in den Spielzeiten 2007/08 und 2008/09 fort, als ihm an der Seite von Mittelstürmer John Carew und dem ebenfalls pfeilschnellen jungen Flügelspieler Ashley Young jeweils elf Meisterschaftstore gelangen. Weitere Höhepunkte waren die erstmalige Auszeichnung zum besten Spieler des Monats 2007 durch die Premier League und sein Hattrick am 17. August 2008 gegen Manchester City innerhalb von nur sieben Minuten. Er gehörte zu den nominierten Spielern bei der Wahl zum besten Jungprofi der Saison 2008/09 „(PFA Young Player of the Year)“, zog aber hinter seinem Mannschaftskameraden Ashley Young den Kürzeren. Längst hatte sich Agbonlahor auch in die englische A-Nationalmannschaft vorgearbeitet und im Verein löste er in der Spielzeit 2009/10 mit 13 Ligatoren Carew als treffsichersten Villa-Akteur ab.

## Englische Nationalmannschaft
Als hoch gehandeltes Talent mit schottischen und nigerianischen Wurzeln wurde der in England aufgewachsene Agbonlahor kurz vor seinem 20. Geburtstag nach erfolgtem sportlichen Durchbruch gleich von drei nationalen Verbänden umworben. Dabei hatten ihn Verantwortliche in Nigeria im September 2006 erstmals in einem U-20-Spiel gegen Ruanda einsetzen wollen; der junge Stürmer selbst lehnte ab, schloss aber zunächst nicht aus, zukünftig einmal für das Heimatland seines Vaters auflaufen zu wollen. Schnell bot sich ihm dann aber eine Perspektive in der englischen U-21-Auswahl, wo er im Oktober 2006 gegen Deutschland (2:0) debütierte und in insgesamt 16 Spielen fünf Tore schoss. Eine vorgesehene Nominierung für die U-21-Europameisterschaft 2007 in den Niederlanden enthielt ihm der damalige Trainer Stuart Pearce vor, nachdem Agbonlahor das vorherige Trainingslager in Spanien verpasst hatte – er war nach Ende der Saison 2006/07 „unerreichbar“ gewesen.
Letzte Zweifel an seiner möglichen Landeswahl in Bezug auf die A-Nationalmannschaft wurden im November 2008 ausgeräumt. Zuvor hatte ihn Trainer Fabio Capello bereits seit Februar 2008 in den Kader berufen und dieser ließ Agbonlahor am 19. November 2008 im Freundschaftsspiel gegen die deutsche Nationalmannschaft (2:1) bei seinem Debüt sogar von Beginn an spielen. Am 14. Oktober 2009 bestritt der gerade 23 Jahre alt gewordene Stürmer gegen Belarus (3:0) in der WM-Qualifikation das erste Pflichtspiel für die „Three Lions“.